# 陳至愷
陳至愷（チェン・チーカイ、1981年2月14日 - ）は、台湾の俳優。

## プロフィール
- 身長 - 185cm
- 体重 - 65kg
- 血液型 - O型
- 星座 - 水瓶座

## 出演作品

### ドラマ
- 真命天女（2005年）- 蕭亞為 役
- ホントの恋の*見つけかた（2007年）- 尹尚東 役
- Starlit〜君がくれた優しい光（2009年）- 李世傳 役
- スターな彼（2010年）- 鍾威力 役
- 単数絶配（原題）（2010年）- 丁海黙 役

### 映画
- 孩子的天空-新魯冰花（原題）（2008年）- 郭雲天 役

### ミュージック・ビデオ
- 游艾迪 - 你可以愛我很久嗎
- 楊丞琳 - 遇上愛
- 何耀珊 - 握緊
- 周筆暢 - 為了認識你
- 周筆暢 - 相信愛情